# Гагарінське сільське поселення (Ішимський район)
Гага́рінське сільське поселення (рос. Гагаринское сельское поселение) — муніципальне утворення у складі Ішимського району Тюменської області, Росія.
Адміністративний центр та єдиний населений пункт — село Гагаріно.

## Населення
Населення — 865 осіб (2020; 907 у 2018, 883 у 2010, 980 у 2002).